# Andrew Pitt

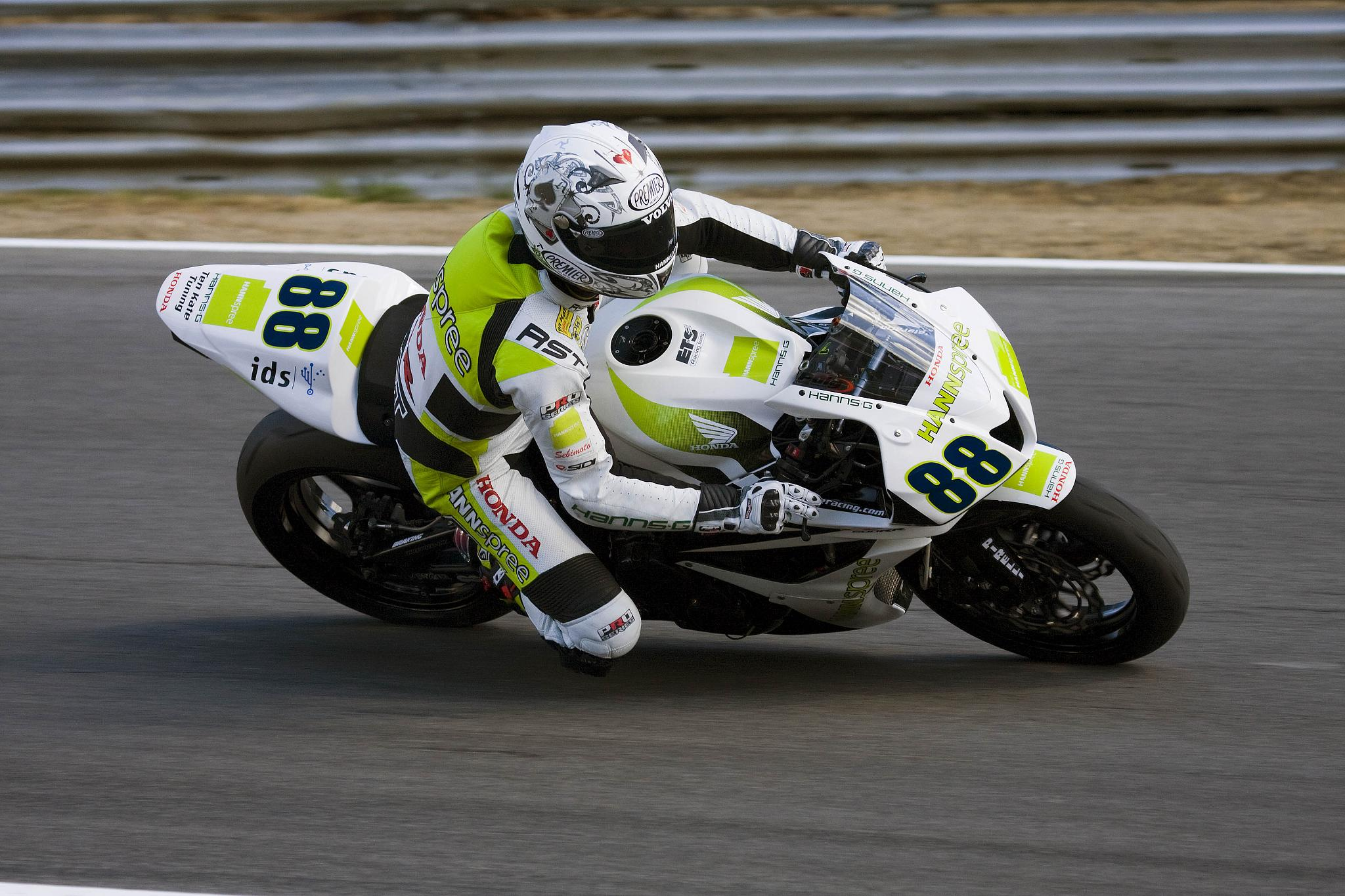
Pitt 2008 auf Ten-Kate-Honda

Andrew Pitt (* 19. Februar 1976 in Kempsey, New South Wales, Australien) ist ein australischer Motorradrennfahrer.

## Karriere
Andrew Pitt belegte 1999 in der australischen Superbike-Meisterschaft den zweiten Platz und wechselte 2000 in die Supersport-Weltmeisterschaft, wo er 2001 auf Kawasaki Weltmeister wurde. 2003 wechselte er für ein wenig erfolgreiches Jahr im Rahmen von Kawasakis MotoGP-Projekt in die Motorrad-Weltmeisterschaft. Er holte die ersten WM-Punkte für sein Team und beendete die Saison auf dem 26. WM-Platz. Nach einem weiteren Jahr in der Supersport-Klasse, belegte er 2005 auf Yamaha in seiner ersten Superbike-WM-Saison den siebten Platz. 2006 konnte Pitt in Misano seinen ersten Sieg in dieser Klasse einfahren und den fünften WM-Platz belegen. Trotzdem verlor er nach Saisonende seinen Platz bei Yamaha an Troy Corser. Saison 2007 trat Pitt als Fahrer der neuen Ilmor SRT X³ in der MotoGP-Klasse an, das Team zog sich jedoch bereits nach dem ersten Saisonrennen wegen finanziellen Problemen zurück.
2008 pilotierte er im niederländischen Ten-Kate-Team eine Honda CBR 600 RR in der Supersport-Weltmeisterschaft. Am 3. August 2008 kam es beim WM-Lauf in Brands Hatch zu einem tragischen Unfall. Der 23-jährige Brite Craig Jones stürzte direkt vor Andrew Pitt und wurde vom Vorderrad des Australiers, der nicht mehr ausweichen konnte, am Kopf getroffen. Jones zog sich dabei ein Schädel-Hirn-Trauma zu und verstarb wenige Stunden später in einem Londoner Krankenhaus. In dieser Saison gewann Pitt zum zweiten Mal den Weltmeistertitel in der Supersport-WM.
Die Saison 2010 bestritt Andrew Pitt auf einer BMW S 1000 RR im BMW-Kundenteam Team Reitwagen BMW in der Superbike-WM. Sein Teamkollege war der Österreicher Roland Resch. Jedoch scheiterte das Projekt „Reitwagen-BMW“ und Pitt wechselte Mitte der Saison in die British Superbike zu Yamaha.

## Erfolge
| Jahr | WM-Platz    | Rennserie                   | Team     |
| ---- | ----------- | --------------------------- | -------- |
| 2000 | 10.         | Supersport-WM               | Kawasaki |
| 2001 | Weltmeister | Supersport-WM               | Kawasaki |
| 2002 | 5.          | Supersport-WM               | Kawasaki |
| 2003 | 26.         | Motorrad-WM – MotoGP-Klasse | Kawasaki |
| 2004 | 12.         | Supersport-WM               | Yamaha   |

| Jahr | WM-Platz    | Rennserie                   | Team               |
| ---- | ----------- | --------------------------- | ------------------ |
| 2005 | 8.          | Superbike-WM                | Yamaha             |
| 2006 | 5.          | Superbike-WM                | Yamaha             |
| 2007 | 27.         | Motorrad-WM – MotoGP-Klasse | Ilmor GP           |
| 2008 | Weltmeister | Supersport-WM               | Honda              |
| 2009 | 6.          | Supersport-WM               | Honda              |
| 2010 | 27.         | Superbike-WM                | Team Reitwagen BMW |